# Santiago do Rego
Santiago do Rego (nacido en Buenos Aires el 25 de marzo de 1974) es un periodista y conductor de televisión argentino. Es el creador del programa TN Tecno junto a Federico Wiemeyer, Alejo Zagalsky, Gustavo Baabour y Félix Villaverde, y también participó como jurado en el programa de preguntas y respuestas Los 8 escalones del millón por El Trece.

## Biografía
Santiago do Rego es Licenciado en Periodismo por la Universidad del Salvador. Posteriormente hizo el Posgrado de Comunicación en la Universidad de Navarra de España y el profesorado universitario en la Universidad del Museo Social Argentino.
Comenzó a trabajar en periodismo escribiendo en la sección de deportes del diario La Prensa en el año 1994. En ese diario pasó por las secciones de Internacionales, Cultura y Economía. En 1997, trabajó como redactor para la editorial Atlántida en el suplemento Tiempo Libre de la revista Gente. Más tarde, en esa misma editorial fue redactor en las revistas Gente, ShowOn y Para Ti. En 2000, trabajó como editor de la web Obsidiana, especializada en mujeres.
En 2001 ingresa al equipo de producción de Telenoche Investiga, en el Canal 13 donde trabajó como productor periodístico en las temporadas 2001 y 2002. En 2002 ingresa al Grupo de Revistas de La Nación como Jefe de Redacción de la revista Nueva y posteriormente de Rumbos, más tarde se convertiría en Director Editorial de First. También colaboró con frecuencia en Rolling Stone, Cinemanía y La Cosa. En paralelo, fue editor de la revista independiente Master de los Juegos.
En 2003 regresó al área de noticias del Canal 13 para ser productor y coordinador de guiones del programa Telenoche Especial y posteriormente formó parte del equipo de informes especiales de Telenoche. Fue el responsable de la organización de la redacción web de TN.com.ar y de la implementación del proyecto TN y la Gente. En 2006 comienza a presentar el material de TN y la Gente y sus informes propios en el aire de los noticieros de Canal 13 y la señal de 24 horas de noticias TN.
Fue profesor titular de la cátedra Producción Audiovisual en la carrera de Periodismo de la Universidad de Salvador de Buenos Aires y dictó materias en el Posgrado de Periodismo Digital de la Universidad Pompeu Fabra de Barcelona en Buenos Aires.
En 2008 creó TN Tecno, el programa especializado en tecnología de TN Todo Noticias y desde entonces es su productor ejecutivo y su conductor junto a Federico Wiemeyer. 
En 2014 y 2015 produjo Login, un programa especializado en tecnología de la plataforma de televisión en línea FWTV. En radio condujo desde 2013 a 2022 el programa Tiempos Líquidos sobre ocio, nuevos medios y tiempo libre junto a la locutora Valeria Weise en FM Cultura 97.9.
Fue columnista de tecnología y nuevos medios hasta el 2022 en el noticiero del mediodía, Noticiero Trece; y continúa con esa misma tarea en los noticieros de Todo Noticias, en el noticiero matutino de Canal 13, Arriba Argentinos, y en Telenoche, el noticiero central de Canal 13.
En el verano de 2016, en ausencia de Santo Biasatti y María Laura Santillán, condujo Telenoche como reemplazante en compañía de Marina Abiuso. En los veranos de 2017, 2018 y 2019, en ausencia de Marcelo Bonelli, condujo Arriba Argentinos.
Durante 2018 condujo en la señal TNT Sports el programa TNT Play Sports, un show nocturno sobre humor, fútbol, redes sociales, videojuegos y eSports junto a Micaela Vázquez, Sebastian Di Nardo y Kevin Aiello.
Durante 2019 condujo TN Central junto a Carolina Amoroso y Nicolás Wiñazki en la señal Todo Noticias de lunes a viernes de 19 a 22.
En 2019 gana con TN Tecno el premio Martín Fierro de Cable en la categoría "Mejor programa de arte y tendencias".
A partir de abril de 2020, conduce el noticiero matutino de TN de los fines de semana junto a Paula García.
Desde septiembre de 2021 integra el jurado de Los 8 escalones del millón, programa de entretenimientos emitido por El Trece. Se trata de un formato de preguntas y respuestas y Santiago do Rego es el responsable de las preguntas de ciencia y tecnología de la parte final.